# Rasheed Broadbell
Rasheed Broadbell, född 13 augusti 2000, är en jamaicansk friidrottare.

## Karriär
Broadbell tog guld vid samväldesspelen på 110 meter häck år 2022. Vid OS 2024 tog han bron på 110 meter häck.